# Cygnet (Australia)
Cygnet – miasto w Australii, w południowej części Tasmanii.